# Everything But the Truth (film 1956)
Everything But the Truth  è un film statunitense del 1956 diretto da Jerry Hopper.

## Trama
Un ragazzino, Willie Taylor, rivela in classe a scuola che suo zio ha pagato una tangente al sindaco scatenando uno scandalo politico in città. Mentre il preside sospende l'alunno, l'insegnante farà di tutto per portare alla luce i misfatti.

## Produzione
Il film fu prodotto da Universal International Pictures e diretto da Jerry Hopper.

## Distribuzione
Il film fu distribuito negli Stati Uniti nel 1956 dalla Universal Pictures al cinema.
Alcune delle uscite internazionali sono state:
- negli Stati Uniti il 1º dicembre 1956 (Everything But the Truth)
- in Finlandia il 23 maggio 1958 (Vilpitön Willie)
- in Messico (Nada más que la verdad, TV via cavo)

## Promozione
La tagline è: "They got caught with their scandals showing!".